# Mesanthura asiatica
Mesanthura asiatica är en kräftdjursart som beskrevs av Müller 1993. Mesanthura asiatica ingår i släktet Mesanthura och familjen Anthuridae. Inga underarter finns listade i Catalogue of Life.